# Jesenný
Jesenný é uma comuna checa localizada na região de Liberec, distrito de Semily.